# Wengué (color)

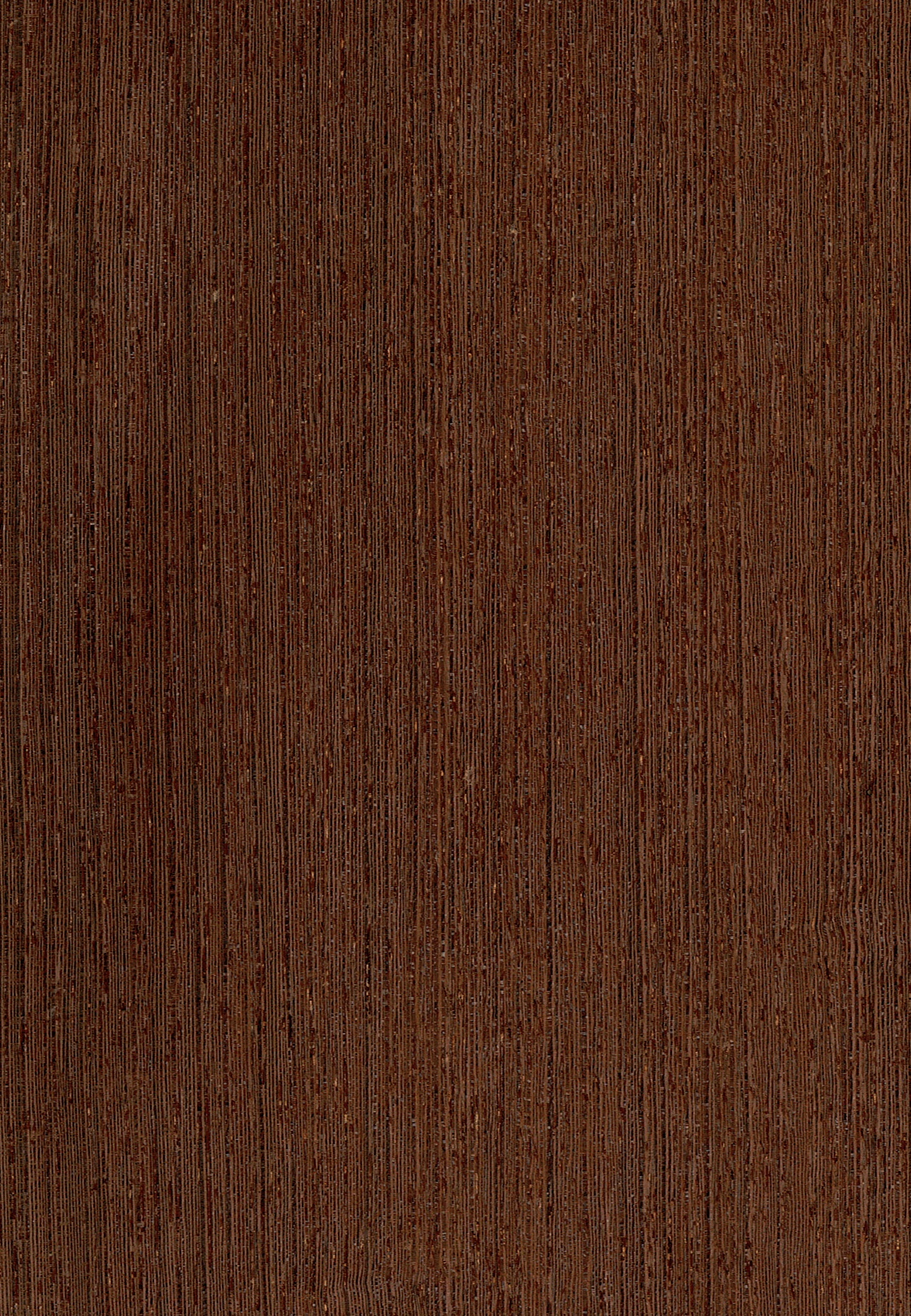
Madera de wengué

Wengué es un color marrón oscuro rojizo o marrón muy oscuro algo purpúreo o plomizo, cuya referencia originaria es la pigmentación de la madera homónima, que consiste en el duramen del tronco de un árbol fabáceo africano de la especie Millettia laurentii.